# Identify (album)
Identify è il primo album in studio del gruppo sudcoreano Got7, pubblicato il 18 novembre 2014.

## Descrizione
Identify è stato prodotto da J.Y. Park con l'intenzione di trovare l'identità dei Got7, concludendo che si trattasse di un "magnetismo familiare".
Il disco consta di undici tracce, tra le quali figurano i brani apripista dei due dischi precedenti dei Got7, cioè Girls Girls Girls da Got It? e A da Got Love. Il tema generale è l'amore. La traccia principale Stop Stop It, con la quale l'album è stato promosso, è stata scritta e composta da J.Y Park: è di genere hip hop e parla di un uomo che desidera dichiararsi, ma non ci riesce e comunica, quindi, la sua tristezza. In Gimme, le cui melodie e progressione negli accordi ricordano la musica degli anni Novanta, viene espressa la volontà di dimenticare un ex e iniziare un nuovo amore, mentre la R&B Take My Hand parla di una ragazza la cui bellezza spinge a volerle prendere la mano, e Just Tonight l'eccitazione di due amanti. Anche Moonlight e She's a Monster ruotano sul genere R&B, con la seconda che richiama il sound degli anni Duemila e paragona la donna amata a un mostro che controlla mente e corpo del partner.

## Accoglienza
| Recensione | Giudizio |
| ---------- | -------- |
| IZM        |          |

Kim Yoon-ha di Idology ha definito Stop Stop It la versione 2.0 di A, affermando che fosse influenzata da boy band americane quali Hi-Five e NSYNC, e ritenuto che l'album, abbandonando arditamente l'atmosfera hip hop del debutto e inserendo delle interpretazioni rétro in Gimme e Turn Up the Volume, fosse sufficiente a mettere in luce l'individualità dei Got7 tra i numerosi gruppi idol. Block della stessa webzine ha osservato che soddisfacesse l'obiettivo di definire l'identità del gruppo, apprezzando l'uso del sintetizzatore e del vocoder per dare a Stop Stop It un'atmosfera new jack swing. Ha notato la presenza, a tratti, di una carenza sotto l'aspetto vocale, ma commentato che il disco trasmettesse l'immagine di un ragazzo giovane, anche in termini di testi, dando un'impressione goffa e fresca rispetto alla mascolinità apertamente promossa dai 2PM. Ha concluso commentando che, nonostante le lodi, non fosse un album completo e che ogni membro avesse qualcosa da migliorare.
Negative sono state, invece, le opinioni di altri critici: MRJ, sempre di Idology, ha ritenuto Stop Stop It non originale e con molti aspetti poco piacevoli, soprattutto l'eccessivo uso del vocoder; allo stesso modo, Jo Sung-min ha osservato che Identify fosse deludente perché portava a identificare i Got7 come i fratelli minori dei 2PM, aggiungendo che "anche l'individualità e il fascino di ciascun membro, rivelato gradualmente nel disco precedente, è svanito di nuovo, e il colore dell'intero gruppo è uguale". Nella sua recensione di Identify, Kim Do-hyun di IZM ha definito Stop Stop It "troppo semplice, prevedibile e senza impatto", commentando tuttavia che l'intervento di vari compositori avesse limitato "l'ingerenza di J.Y. Park al solo brano principale", elevando il disco a un tipico album di idol, pur restando "in media, imbarazzante". Aggiunse che nessuna delle canzoni avrebbe potuto lasciare un impatto sul panorama musicale del 2014, e che, a discapito del titolo del disco, non ci fosse alcuna vera definizione dell'identità dei Got7 per colpa di "canzoni ambigue". Attribuì gli aspetti negativi dell'album alla mancanza di pubblicità e all'insistenza di J.Y. Park nella produzione di pezzi di bassa qualità.

## Tracce
1. Stop Stop It (하지하지마?, HajihajimaLR) – 3:17 (J.Y. Park "The Asiansoul")
2. Gimme – 3:44 (Joul (Princess Disease))
3. Take My Hand (손이 가?, Son-i gaLR) – 3:13 (Beom, Nang)
4. Magnetic (너란 Girl?, Neoran girlLR) – 3:24 (Hong Ji-sang)
5. Just Tonight (그냥 오늘 밤?, Geunyang oneul bamLR) – 2:43 (testo: Ryan Im, Jackson – musica: Greg Bonnick, Hayden Chapman, Myron Jordine)
6. Turn Up the Volume (볼륨을 올려줘?, Bollyum-eul ollyeojwoLR) – 3:39 (testo: Ryan Im – musica: Paul Najjar, Daniel Kim, 110403)
7. Stay (그대로 있어도 돼?, Geudaero iss-eodo dwaeLR) – 3:16 (testo: Chloe – musica: Erik Lidbom, Daniel Kim, 110403)
8. Moonlight (달빛?, DalbitLR) – 3:54 (testo: Noday, Chloe, Jackson – musica: Noday, Chloe)
9. She's A Monster – 3:34 (Mr. Cho, Cheongdam-dong Keonu Park)
10. Girls Girls Girls – 3:35 (J.Y. Park "The Asiansoul")
11. A – 3:01 (J.Y. Park "The Asiansoul")

## Formazione
Gruppo
- Mark – rap
- JB – voce, controcanto (traccia 1)
- Jackson – rap, testo rap (tracce 5, 8)
- Junior – voce
- Youngjae – voce, controcanto (traccia 1)
- BamBam – rap
- Yugyeom – voce

Produzione
- 110403 – composizione (tracce 6-7)
- Beom – testi (traccia 3), composizione (traccia 3), arrangiamento (traccia 3), piano (traccia 3), EP (traccia 3)
- Bini – ritornello (traccia 3)
- Greg Bonnick – composizione (traccia 5)
- Hayden Chapman – composizione (traccia 5)
- Cheongdam-dong Keonu Park – testi (traccia 9), composizione (traccia 9), arrangiamento (traccia 9), strumenti (traccia 9), programmazione computerizzata (traccia 9), controcanto (traccia 9)
- Chloe – testi (tracce 7-8), composizione (traccia 8), arrangiamento (traccia 8), testo rap (traccia 8), strumenti (traccia 8), programmazione computerizzata (traccia 8), produzione vocale (traccia 7)
- Choi Hye-jin – registrazione (tracce 1-9)
- Choi Hyo-young – mastering (tracce 1-9)
- Brian Gardner – missaggio (traccia 11)
- Go Ji-seon – mastering (traccia 1), assistenza al mastering (tracce 2-9)
- Hong Ji-sang – testi (traccia 4), composizione (traccia 4), arrangiamento (tracce 1-2, 4, 10), strumenti (tracce 1-2, 4, 10), programmazione computerizzata (tracce 1-2, 4, 10), tastiera (traccia 4), chitarra (traccia 4), controcanto (traccia 4)
- Ryan Im – testi (tracce 5-6), testo rap (traccia 5), produzione vocale (tracce 5-6), controcanto (tracce 5-6)
- Jo Han-sol – registrazione (tracce 1-9, 11), assistenza al missaggio (tracce 2-9)
- Myron Jordine – composizione (traccia 5)
- Joul (Princess Disease) – testi (traccia 2), composizione (traccia 2), arrangiamento (traccia 2), strumenti (traccia 2), programmazione computerizzata (traccia 2), controcanto (traccia 2)
- Daniel Kim – composizione (tracce 6-7)
- Kim Ji-in – chitarra (traccia 3)
- Kim Yong-woon – registrazione (tracce 1-11), missaggio (traccia 3), assistenza al missaggio (traccia 10)
- LDN Noise – arrangiamento (traccia 5), strumenti (traccia 5), programmazione computerizzata (traccia 5)
- Lee Gil-beom – ritornello (traccia 3)
- Lee Tae-seop – missaggio (tracce 2-9)
- Mr. Cho – testi (traccia 9), composizione (traccia 9), arrangiamento (traccia 9), strumenti (traccia 9), programmazione computerizzata (traccia 9), controcanto (traccia 9)
- Erik Lidbom – composizione (traccia 7), arrangiamento (traccia 7), strumenti (traccia 7), programmazione computerizzata (traccia 7)
- Paul Najjar – composizione (traccia 6), strumenti (traccia 6), programmazione computerizzata (traccia 6), arrangiamento (traccia 6)
- Nang – testi (traccia 3), composizione (traccia 3), arrangiamento (traccia 3), basso (traccia 3), batteria (traccia 3)
- Noday – testi (traccia 8), composizione (traccia 8), arrangiamento (tracce 8, 11), testo rap (traccia 8), strumenti (tracce 8. 11), programmazione computerizzata (tracce 8, 11), controcanto (traccia 8), produzione vocale (traccia 7)
- J.Y. Park "The Asiansoul" – produzione (tracce 1, 10-11), testi (tracce 1, 10-11), composizione (tracce 1, 10-11), arrangiamento (tracce 1, 10), strumenti (tracce 1, 10), programmazione computerizzata (traccia 1), controcanto (tracce 10-11)
- Geoff Pesche – mastering (traccia 10)
- Daniela Rivera – assistenza al missaggio (tracce 1, 11)
- Shin Bong-won – missaggio (traccia 10)
- Phil Tan – missaggio (tracce 1, 11)

## Successo commerciale
Identify si è classificato al primo posto della Gaon Weekly Album Chart in Corea, e secondo in quella mensile con 51 244 copie vendute.
È stato il ventottesimo album più venduto in Corea del Sud nel 2014, con 70 928 copie.

## Classifiche

### Classifiche settimanali
| Classifica (2014) | Posizione massima |
| ----------------- | ----------------- |
| Corea del Sud     | 1                 |

### Classifiche di fine anno
| Classifica (2014) | Posizione |
| ----------------- | --------- |
| Corea del Sud     | 28        |
| Classifica (2015) | Posizione |
| Corea del Sud     | 97        |